# Merluccius bilinearis
A pescada-prateada (Merluccius bilinearis) é uma espécie de pescada que mede cerca de 75 cm de comprimento.